# Seznam zápasů české fotbalové reprezentace 2022
Seznam zápasů české fotbalové reprezentace 2022 uvádí přehled všech utkání tohoto reprezentačního výběru, jež sehrál během roku 2022. Celkově jich bylo deset, z nichž jeden se odehrál v rámci baráže mistrovství světa, dalších šest se řadilo do Ligy národů UEFA a zbylá tři představovala přátelská utkání. Ve zmíněných deseti zápasech reprezentace dvakrát vyhrála, dvakrát remizovala a šestkrát prohrála. Trenérem celku byl po celý rok Jaroslav Šilhavý.

## Přehled zápasů
| 24. března 2022 kvalifikace MS 2022, baráž |       |       |                                               |
| Švédsko                                    | 1 – 0 | Česko | Friends Arena, Solna rozhodčí: Michael Oliver |
| Quaison 110'                               |       |       | Friends Arena, Solna rozhodčí: Michael Oliver |

| 29. března 2022 přátelské |       |            |                                              |
| Wales                     | 1 – 1 | Česko      | City Stadium, Cardiff rozhodčí: Paul Tierney |
| Colwill 34'               |       | 32' Souček | City Stadium, Cardiff rozhodčí: Paul Tierney |

| 2. června 2022 Liga národů UEFA |       |            |                                                               |
| Česko                           | 2 – 1 | Švýcarsko  | Sinobo Stadium, Praha diváci: 12 236 rozhodčí: Daniel Siebert |
| Kuchta 11' Sow 58' (vl.)        |       | 44' Okafor | Sinobo Stadium, Praha diváci: 12 236 rozhodčí: Daniel Siebert |

| 5. června 2022 Liga národů UEFA |       |                       |                                                                  |
| Česko                           | 2 – 2 | Španělsko             | Sinobo Stadium, Praha diváci: 18 245 rozhodčí: François Letexier |
| Pešek 5' Kuchta 66'             |       | 45' Gavi 90' Martínez | Sinobo Stadium, Praha diváci: 18 245 rozhodčí: François Letexier |

| 9. června 2022 Liga národů UEFA |       |       |                                                                   |
| Portugalsko                     | 2 – 0 | Česko | Estádio José Alvalade, Lisabon diváci: 44 100 rozhodčí: Matej Jug |
| Cancelo 33' Guedes 38'          |       |       | Estádio José Alvalade, Lisabon diváci: 44 100 rozhodčí: Matej Jug |

| 12. června 2022 Liga národů UEFA |       |       |                                                                   |
| Španělsko                        | 2 – 0 | Česko | Estadio La Rosaleda, Málaga diváci: 30 389 rozhodčí: Cüneyt Cakir |
| Soler 23' Sarabia 75'            |       |       | Estadio La Rosaleda, Málaga diváci: 30 389 rozhodčí: Cüneyt Cakir |

| 24. září 2022 Liga národů UEFA |       |                                            |                                                                |
| Česko                          | 0 – 4 | Portugalsko                                | Fortuna Arena, Praha diváci: 19 322 rozhodčí: Srdjan Jovanovič |
|                                |       | 33' Dalot 45' Fernandes 52' Dalot 82' Jota | Fortuna Arena, Praha diváci: 19 322 rozhodčí: Srdjan Jovanovič |

| 27. září 2022 Liga národů UEFA |       |            |                                                             |
| Švýcarsko                      | 2 – 1 | Česko      | Kybunpark, St. Gallen diváci: 15 300 rozhodčí: Irfan Peljto |
| Freuler 29' Embolo 30'         |       | 45' Schick | Kybunpark, St. Gallen diváci: 15 300 rozhodčí: Irfan Peljto |

| 16. listopadu 2022 přátelské                |       |                 |                                                               |
| Česko                                       | 5 – 0 | Faerské ostrovy | Andrův stadion, Olomouc diváci: 10 762 rozhodčí: Martin Dodal |
| Chytil 13', 19', 23' Černý 42' Stronati 76' |       |                 | Andrův stadion, Olomouc diváci: 10 762 rozhodčí: Martin Dodal |

| 19. listopadu 2022 přátelské |       |           |                                                                    |
| Turecko                      | 2 – 1 | Česko     | Gaziantep Stadium, Gaziantep rozhodčí: Cüneyt Cakir William Collum |
| Ünal 31' Çalhanoğlu 70'      |       | 56' Černý | Gaziantep Stadium, Gaziantep rozhodčí: Cüneyt Cakir William Collum |